# Iglesia de la Inmaculada Concepción (Perm)
La Iglesia de la Inmaculada Concepción o más formalmente Iglesia de la Inmaculada Concepción de la Santísima Virgen María (en ruso: Храм Непорочного Зачатия Пресвятой Девы Марии ) es una iglesia católica en la localidad de Perm en la Federación Rusa. Pertenece al Decanato central, que forma parte de la archidiócesis de la Madre de Dios en Moscú , que dirige el arzobispo monseñor Paolo Pezzi desde 2007.
En los años siguientes a la finalización de la Mancomunidad de Polonia-Lituania y el primer reparto de Polonia en el siglo XVIII , un número significativo de católicos partió a poblar las vastas tierras alrededor de los Urales. Muchos llegaron a Perm en Siberia. Del mismo modo, después de los diversos levantamientos polacos en el siglo XIX, miles de ellos fueron enviados a Siberia y los Urales.
Ya desde 1837 existió una pequeña parroquia católica en Perm que entonces era un pueblo grande . La comunidad católica era 1800 personas en 1869. Los fieles levantaron una nueva iglesia que fue construida entre 1873 y 1875, en un estilo pseudo- gótico.